# أولاد اربيعة (أولاد سبيطة)
أولاد اربيعة هي إحدى مشيخات المملكة المغربية، تتبع جغرافيا لإقليم سيدي بنور وإداريًا لأولاد سبيطة. يقدر عدد سكانها بـ 17316 نسمة حسب الإحصاء الرسمي للسكان والسكنى لسنة 2004.